# Justyna Burska
Justyna Dorota Burska (ur. 7 kwietnia 1995 w Łodzi, zm. 17 sierpnia 2024 w Różnowie) – polska pływaczka, reprezentantka Polski, wielokrotna medalistka mistrzostw Polski w pływaniu.

## Życiorys
Rozpoczynała karierę pływacką w Uczniowskim Klubie Sportowym Piątka Konstantynów Łódzki, który reprezentowała w latach 2007–2015. W Konstantynowie również uczyła się w II Liceum Ogólnokształcącym. Od 2015 roku reprezentowała AZS UWM Olsztyn. W Olsztynie również podjęła studia na Uniwersytecie Warmińsko-Mazurskim. Po zakończeniu kariery pływackiej, zamieszkała pod Olsztynem, gdzie pracowała jako instruktorka i trenerka pływania.
Zginęła w wypadku motocyklowym w Różnowie koło Olsztyna, spowodowanego nieustąpieniem pierwszeństwa przejazdu przez sprawcę wypadku kierującego samochodem. Została pochowana na cmentarzu Narodzenia Najświętszej Maryi Panny w Konstantynowie Łódzkim.

## Sukcesy

### Krajowe
- Wicemistrzostwo Polski na 200 m na krótkim basenie stylem dowolnym, Mistrzostwa Polski Seniorów i Młodzieżowców, Ostrowiec Świętokrzyski (2014)[8]
- Mistrzostwo Polski w pływaniu na 400 m stylem dowolnym, Główne Mistrzostwa Polski Seniorów i Młodzieżowców w Szczecinie (2015)[9]
- Mistrzostwo Polski na 800 m na długim basenie stylem dowolnym, Główne Mistrzostwa Polski Seniorów i Młodzieżowców w Szczecinie (2015)[10]
- Mistrzostwo Polski w pływaniu na 400 m stylem dowolnym, Zimowe Mistrzostwa Polski Seniorów i Młodzieżowców w Olsztynie (2016)[11]
- Mistrzostwo Polski w sztafecie mieszanej 3 × 1250 m, Mistrzostwa Polski w pływaniu długodystansowym w Olsztynie (2017)[6]

### Międzynarodowe
- 31. miejsce w wyścigu na 10 km na otwartym akwenie, Mistrzostwa Świata w pływaniu w Budapeszcie (2017)[12]
- 34. miejsce w wyścigu na 5 km a otwartym akwenie, Mistrzostwa Świata w Pływaniu w Gwangju (2019)[13]
- 47. miejsce w wyścigu na 10 km na otwartym akwenie, Mistrzostwa Świata w pływaniu w Gwangju (2019)[14]